# Гребля Хаммам-Дебаг
Гребля Хаммам-Дебаг (Hammam Debagh) – гідротехнічна споруда на півночі Алжиру. Також відома як гребля Бухемдан (Bouhemdane).
Греблю спорудили в 1987 році на уеді Бухемдан (Bouhemdane) – лівій твірній уеду Сейбусе (Seybouse), який впадає до Середземного моря на східній околиці Аннаби. Площа водозбірного басейну вище від греблі становить 1070 км2, а призначенням споруди є водопостачання та іригація. 
В межах проекту долину уеду перекрили земляною греблею висотою 95 метрів та довжиною 430 метрів. Водоскид споруди розрахований на перепуск 2240 м3/с, крім того, існує нижній скид продуктивністю 218 м3/с.
Гребля утворила водосховище об’ємом 200 млн м3 з нормальним рівнем поверхні на позначці 360 метрів НРМ (під час повені може зростати до 370 метрів НРМ). Щорічно через замулення сховищє втрачає понад 0,5 млн м3 ємності.